# Schönstes deutsches Wort
Die Auszeichnung „Schönstes deutsches Wort“ wurde 2004 im Rahmen des internationalen Wettbewerbes „Das schönste deutsche Wort“ verliehen, den der Deutsche Sprachrat initiierte. Aus 111 Ländern gingen insgesamt 22.838 Wörter und die Begründungen dazu bei den Veranstaltern des Wettbewerbs ein.

## Schönste deutsche Wörter
Die Gewinnerwörter, die von der Jury am 24. Oktober 2004 bekanntgegeben wurden, lauten:
1. Habseligkeiten
2. Geborgenheit
3. lieben
4. Augenblick
5. Rhabarbermarmelade

Von einer Kinderjury wurde das Wort Libelle auf den ersten Platz gewählt.

## „Schönstes bedrohtes Wort“
Als Reaktion auf den Wettbewerb „Das schönste deutsche Wort“ initiierten Schriftsteller im Dezember 2006 einen internationalen Wettbewerb um das „schönste bedrohte Wort“. Hauptpreis war der Käseigel, eine von der bildenden Künstlerin Laura Kikauka gestaltete Trophäe, sowie Sachpreise, die der Rowohlt Verlag und die Berliner Arbeitsstelle Deutsches Wörterbuch der Brüder Grimm an der Berlin-Brandenburgischen Akademie der Wissenschaften gestiftet hatten. Der Jury gehören u. a. die Schriftsteller Jakob Hein und Eva Menasse an.
Ziel des Wettbewerbes sei es, auf das Verschwinden alter Wörter aus der deutschen Sprache hinzuweisen und ein Bewusstsein für Sprachgeschichte zu schaffen, erklärte der Initiator Bodo Mrozek: „Neue und schönste Wörter werden prämiert, aber alte Wörter haben keine Lobby.“ Dabei habe man sich dem Thema auf humorvolle und kreative Art nähern wollen – „ohne den Bierernst der Kulturpessimisten“, so Mrozek.
Das „schönste bedrohte Wort“ wurde im Juni 2007 bekanntgegeben: „Kleinod“. Das Wort stehe für eine Sache, die erst auf den zweiten Blick als etwas Kostbares von hohem persönlichen Wert erkenntlich sei. Ebenso verhalte es sich mit manchen Wörtern, hieß es in der Begründung der Jury. Es wurden zehn Wörter gewählt. Auf Platz zwei bis zehn gelangten folgende Begriffe: blümerant, Dreikäsehoch, Labsal, bauchpinseln, Augenstern, fernmündlich, Lichtspielhaus, hold, Schlüpfer. Insgesamt wurden 2982 Beiträge eingesandt, darunter 2000 verschiedene Wörter. Am häufigsten wurde Backfisch vorgeschlagen (35-mal), gefolgt von hanebüchen (28) und Sommerfrische (20).